# Boy Gé Mendes
Gerard Mendes, més conegut com a Boy Gé Mendes és un cantant i músic de Cap Verd. Va néixer a Dakar, Senegal i es va criar en una comunitat d'una ciutat de Cap Verd. La seva carrera inclou música antiga, fins i tot canta rock, rhythm & blues i música cubana, que eren tots els gèneres populars al Senegal en el seu moment. Mendes finalment es va establir a França, on es va associar amb el seu germà Jean-Claude, Manu Lima, i Luis Silva per formar el Cabo Verde Show, una de les bandes més populars de Cap Verd de tots els temps.

## Discografia
- Di oro, 1995
- Lagoa (Lagoon), 1997
- Noite de morabeza (Morabeza Night), 1999